# 147年
| 千纪： | 1千纪                                                                                           |
| 世纪： | 1世纪 \| 2世纪 \| 3世纪                                                                         |
| 年代： | 110年代 \| 120年代 \| 130年代 \| 140年代 \| 150年代 \| 160年代 \| 170年代                       |
| 年份： | 142年 \| 143年 \| 144年 \| 145年 \| 146年 \| 147年 \| 148年 \| 149年 \| 150年 \| 151年 \| 152年 |
| 纪年： | 丁亥年（猪年）；东汉建和元年                                                                    |

## 大事记
- 東漢設置高興郡。
- 安息人安世高到漢朝傳教譯經。
- 四月，京師洛陽發生地震。漢桓帝詔大將軍、公、卿、校尉舉薦賢良方正、能直言極諫者各一人。博士、議郎、郎官各上封事，指陳得失。又詔州郡不得迫脅驅逐長吏。長吏臧滿三十萬而不糾舉者，刺史、二千石以縱避爲罪。若有擅相假印綬者，與殺人同弃巿論。
- 十一月，清河國人劉文、劉鮪謀反，殺國相射暠，欲立清河王劉蒜爲天子，事覺伏誅。
- 漢朝徵發西羌人屯戍西域，西羌人不滿，大舉逃亡。東號的兒子麻奴兄弟因此與本部一同西行出塞。而滇零與鐘羌各部落則深入河西走廊邊郡大肆搶掠，阻截了河西走廊。漢朝派車騎將軍鄧騭、征西校尉任尚率軍五萬伐西羌，結果失利。

## 各国领袖

### 非洲
- 库施
  - 国王：Takideamani（140年－155年）

### 亚洲
- 中国
  - 东汉：
    - 皇帝：汉桓帝（146年－168年）
- 朝鲜
  - 百济：
    - 国王：盖娄王（128年－166年）

  - 高句丽：
    - 国王：次大王（146年－165年）

  - 新罗：
    - 国王：逸圣尼师今（134年－154年）

### 欧洲
- 高加索伊比里亚
  - 国王：法斯曼三世（145年－185年）
- 罗马帝国
  - 皇帝：安敦宁·毕尤（138年－161年）

### 中东
- 奥斯若恩
  - 国王：Ma'nu VIII bar Ma'nu（139年－163年）
- 安息
  - 国王：
    1. 沃洛吉斯三世（105年－147年）
    2. 沃洛吉斯四世（147年－191年）

## 出生
- 賈詡，三國時期曹魏重要謀士（223年逝世）
- 許靖，三國時期蜀汉政治家（222年逝世）

## 逝世
- 許慎，漢代有名的經學家、文字學家、語言學家。
- 李固